# 오만과 편견
《오만과 편견》(Pride and Prejudice)은 제인 오스틴이 쓴 소설이다.  오만과 편견은 영국의 가장 위대한 명작들 중 하나로 사랑받고 있다.

## 작품 배경
1796년에 집필된 작가의 서간체 소설  《첫인상》(First Impressions)이 개작되어 1813년 1월 28일 간행되었다.
18 ~ 19세기 영국을 무대로 여성의 결혼과 오해와 편견에서 일어나는 사랑의 엇갈림을 그린 연애 소설이다. 정밀한 인물 묘사와 이야기 전개로 오스틴의 작품 중에서도 걸작으로 유명하다.
작중의 등장인물의 여성들은 겉보기엔 믿음직하지 못하지만, 날카로운 눈으로 남자를 알아보는 능력이 뛰어나다. 그 점이 많은 독자를 매료시키는 이유이기도 하다.
제목 《Pride and Prejudice》는 파니 버니(Fanny Burney)의 장편 소설 《세실리아》(Cecilia)의 마지막 장에 등장하는 문구인 "The whole of this unfortunate business, ... has been the result of PRIDE and PREJUDICE"에서 딴 것으로 알려졌다.
이 소설은 헬렌 필딩의 《브리짓 존스의 일기》에 큰 영향을 주었다고 한다.

### 사회적 배경

주요 등장인물의 관계도

본 작품이 집필된 1800년 전후 유럽에서는 《나폴레옹 전쟁》이 일어나 있어 영국도 깊게 영향을 받고 있었지만, 본 작품에서는 정치적인 언급은 거의 없고 10년 1일과 같은 시골의 지주(젠트리)사회가 그려져 있다.
당시의 영국의 상류계급은 크게 귀족원에 의석을 가지고 작위를 가지는 귀족과 그 이외의 대지주 계급(젠트리)으로 나눌 수 있었지만, 젠트리 계급 내에서도 역사적 혈통, 친족의 질, 재산 등에 의해 격을 따지고 있었다. 일반적인 사교 의례에서는 동등하게 대우를 받았지만, 결혼 등 현실 문제에서는 그러한 격차를 많이 따졌다.
본 작품의 등장인물은 대부분이 지주(젠트리)계급이다. 주인공 다아시는 지주 출신에 작위가 없지만, 예부터 명문가인 백작가와 인척 관계가 있고 연 수입 1만 파운드의 재산이 있다. 빙리는 그다지 명가는 아니지만 부유하며, 연 수입 5000 파운드의 재산을 가지고 있다. 여주인공의 집안인 베넷 가는 지주이지만 중류 계급이고, 연 수입 2000 파운드 정도로 상당한 격차가 존재하고 있다.
당시 재산의 대부분은 장자가 상속받으며 그 이외의 남자, 여자에게는 상속재산의 일부이나 지참금으로 나누어 줄 수 있었다. 아이들이 적은 집에서는 그 정도의 재산도 상당한 액수였지만, 자식들이 많은 집에서는 많은 재산을 나눠 줄 수 없었다.
지주 계층은 생활을 위해서 노동을 하지 않는 것을 자랑으로 삼았으며 직업을 가지는 중류 계급은 자산이 많아도 신분이 낮은 사람으로 취급되고 있었다. 이 때문에 상속재산이 적은 남자는 군인, 목사, 공무원 등이 되었으며 그들에게 가장 간단한 것은 많은 재산을 상속받는 여성과 결혼하는 것이었다. 상속재산이 적은 남자, 여자는 모두 부유한 결혼 상대를 찾기에 적극적일 수밖에 없었다.
재산 중 토지, 저택 등의 부동산은 분산을 피하고자 상속 조건을 지정한 한 상속인에게 상속되는 경우가 많았다. 베넷 가에서는 부동산은 남자 한정의 한 상속인 상속이 되고 있는 데다가 그 이외의 재산은 거의 없어서, 딸들은 얼마 되지 않는 지참금만을 가지고 결혼을 해야 했다.

## 줄거리
공간적 배경은 영국의 시골 롱본(Longbourn)이며, 그곳에 사는 베넷 일가의 딸들이 배우자를 찾게 되는 과정을 다룬 소설이다. 베넷 씨가 죽으면, 롱본에 재산을 상속시킨다는 계약에 따라 다섯 자매와 베넷 부인은 베넷 씨가 죽으면 재산을 모두 잃을 처지에 놓여있었다. 베넷 일가의 상속 계약에는 여자에게 상속을 금지하는 조항이 있었으므로, 베넷 씨의 친척인 목사 콜린스 씨가 재산을 상속받을 예정이었다. 베넷 부인은 그러한 사태를 걱정했으므로 그의 딸들에게 빨리 배우자를 찾아주기에 필사적이었다. 그러나 베넷 씨는 베넷 부인과 달리 아무런 걱정도 하지 않았으며 주인공인 엘리자베스는 경제적 사정이야 어찌되었던 사랑을 위해서만 결혼하겠다고 결심한다. 그의 소망은 친절하고, 아름다운 언니 제인이 돈 많은 남자와 결혼하면 그들과 함께 사는 것이었다.
소설은 옆 마을 네더필드 파크에 젊고, 부유한 신사인 빙리 씨가 별장을 빌려 이사를 오면서부터 시작된다. 베넷 부인은 빙리 씨에게 딸들을 시집 보낼 목적으로 빙리 씨에게 무던히도 잘보이려 노력한다. 빙리 씨가 참가한 무도회에서 아름다운 맏딸 제인은 빙리와 인상적인 만남을 가지게 되는 한편, 둘째 엘리자베스는 빙리의 친구로 따라온 다아시가 자신을 무시하는 말을 하는 것을 듣게되어 그의 오만함(pride)에 반감을 가지게 된다. 그러나 그 이후 다아시는 엘리자베스의 지성과 위트있는 재치에 점차 매력을 느끼기 시작한다. 하지만 엘리자베스는 다아시의 나쁜 첫인상에 대한 편견(prejudice)이 굳어져 그와는 절대 결혼하지 않겠다고 다짐한다.

## 등장 인물

### 엘리자베스 베넷 (Elizabeth Bennet)
베넷 부부의 둘째 딸로 이 소설의 주인공이다.  20세 정도의 나이에 밝고 활발하며 씩씩해서 어떤 자리에서도 기죽지 않는 당찬 성품을 가진다. 자매들 중에 가장 영리해 아버지의 사랑을 받는다. 아름다운 눈을 가졌다고 한다. 언니 제인, 이모부 가디너와 이모, 그리고 친구 샬럿 루카스와 친하다. 애칭 '리지' '일라이자'

### 피츠윌리엄 달[다아]시 (Fitzwilliam Darcy)

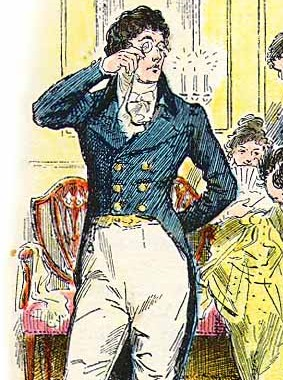
다아시

이 소설의 주요 남자 주인공이자 28살의 독신자로, 빙리 씨의 친한 친구이자 엄청난 재산을 가진 신사이다. 키가 훤칠하고 잘생겼으며 예의바른 태도를 갖추었다. 하지만 거만하고 차가운 듯한 성격으로 좋은 첫인상을 주는 사람은 되지 못한다. 그러나 그를 잘 아는 사람들 사이에서는 존경받고, 사실은 마음이 깊고 배려가 많다.

### 찰스 빙리 (Charles Bingley)
런던에서 롱본 근처의 네더필드 파크로 이사를 온 부자 총각으로 남주인공인 다아시의 친한 친구이다. 의지가 약하고 그다지 똑똑하지는 않지만, 성실하고 상냥한 호감형의 인물로 엘리자베스의 언니인 베넷 가의 장녀 제인 베넷과 사랑에 빠진다.

### 제인 베넷 (Jane Bennet)
베넷 부부의 첫째 딸. 자매들 중에서 가장 아름답다. 엘리자베스만큼 활발하거나 영리하지는 않지만, 부드럽고 상냥하며 사려 깊은 성격을 지닌다. 착하고 예의바른 성품으로 사람들을 잘 의심하지 않고 흉보거나 미워할 줄 모른다. 다아시 씨도 제인이 예쁘다는 것을 인정하지만, 너무 많이 웃는다고 하며 제인에게 호감을 드러내지는 않았다.

### 메리 베넷 (Mary Bennet)
메리 베넷(Mary Bennet)은 베넷 가의 셋째 딸로 외모가 뛰어나지는 않지만, 열심히 공부하며, 교양을 가진 소녀이다. 무언가 익혀 교양을 과시하고자 하나, 실속은 별로 없는 편이다.

### 캐서린 베넷 (Catherine Bennet)
키티 또는 캐서린은 다섯 자매 중 네 번째로, 리디아보다 2살 많다. 그 인물 묘사가 그녀의 어머니와 가장 유사하며 리디아에 끌려 분별없는 행동을 하기도 한다. 애칭은 '키티'.

### 리디아 베넷 (Lydia Bennet)
리디아는 다섯 자매 중 막내로 16세로 설정된다. 엄마를 닮은 성격으로 과한 행동을 하여 엉뚱한 사건을 일으킨다.

### 베넷 씨 (Mr. Bennet)
다섯 자매의 아버지로 영리하고 점잖지만, 이성적인 면이 있어 수다스럽고 예의 바르지 못한 아내와 두 딸 키티와 리디아를 못마땅하게 여기며 바로잡는 것 보다는 비웃는 것을 더 자주 한다. 엘리자베스한테는 따뜻하게 대해준다.

### 베넷 부인 (Mrs. Bennet)
베넷 씨의 아내로 굉장히 수다스럽고 욕심이 많다. 딸들을 시집 보내는 것을 인생의 최대 목표로 삼는다. 함부로 말을 하는 버릇 때문에 엘리자베스에게 많은 부끄러움을 준다.

### 조지 위컴(George Wickham)
위컴은 브라이튼에 주둔하는 육군의 청년 장교이다. 말솜씨가 뛰어나며 호감형으로 베넷 집안의 모든 소녀와 엘리자베스조차 한 순간에 매료된다. 다아시와 악연을 가지고 있다.

### 윌리엄 콜린스 (William Collins)
콜린스 씨는 베넷 가의 친척으로 목사이면서, 베넷가의 상속자이다. 교언영색으로 모두가 싫어한다. 후견인인 캐서린 부인을 맹목적으로 따르며, 부인의 권유로 신부를 찾아 롱본을 방문했다.

### 캐서린 영부인 (Lady Catherine de Bourgh)
캐서린 부인은 다아시의 숙모이자 콜린스의 후견인이다. 로징스에 살면서 막대한 토지와 재산을 소유한다. 어떠한 경우에도 자신이 중심에 있지 않으면 내켜하지 않는 성격으로, 다아시를 딸의 약혼자로 결정하고 있다.

### 조지아나 다아시 (Georgiana Darcy)
조지아나 다아시는 주인공 다아시의 여동생으로 16세의 소녀다. 상냥한 성격이지만, 낯가림을 하고 수줍음이 많기 때문에 쉽사리 오해를 받는다.

### 샬럿 루카스 (Charlotte Lucas)
샬럿 루카스는 주인공 엘리자베스의 친한 이웃 친구이다. 엘리자베스는 자신과 같은 가치관을 지닌 친구라고 믿었지만, 샬럿은 엘리자베스가 청혼을 거절한 콜린스와 결혼을 한다. 콜린스와 끈기있게 말상대가 되어준 것은 엘리자베스를 위한 것이 아닌, 세속적인 이해를 앞세운 결혼관에 의한 남편찾기 책략이었던 것이다.

## 평가
이 책이 사랑받은 한 이유는 엘리자베스와 다아시의 로맨스가 바로 계층과 돈으로 옥조이는 현실을 벗어날 수 있는 해방감을 느끼게 해주기 때문일 것이다. “재산이 별로 없는 아가씨들이 명예롭게 얻을 수 있는 유일한 생계 대책이 결혼”인 현실에서 엘리자베스의 친구 샬럿은 미래 생활을 보장받기 위해 조금도 사랑하지 않는 남자와 결혼하지만, 똑똑한 엘리자베스는 자신의 감정을 희생하지 않고도 사랑과 행복, 재산과 사회적 지위까지 얻게 되는 것이다. 이처럼 엘리자베스의 로맨스는 대중의 집단적 꿈과 무의식을 충족시켜 줌으로써 대리 만족을 느끼게 해준다.

### 결혼에 대한 평가
"상당한 재산을 가진 독신 남성에게 아내가 필요하다는 건 보편적인 진리이다."("It is a truth universally acknowledged, that a single man in possession of a good fortune must be in want of a wife.")라는 문장은 영문학에서 매우 유명하다. 이 문장은 결혼을 소설의 주제이자 문제라는 것을 보여준다. 독자들은 이 문장을 통해 독신남자가 아내를 필요로 하는지, 여자와 그 가족들이 많은 재산을 필요로 하는지 의문을 제기한다.

## 영상화
제인 오스틴의 작품은 사랑을 그린 그의 작품의 특성 상 여러 번 영화화되었다. 2005년까지 총 6편의 영화가 제작되었다. 그 중 대표적인 작품으로는 조 라이트감독, 키이라 나이틀리 주연의 영화 '오만과 편견'이 있다.
- 《오만과 편견》 - 영국 BBC 제작 드라마 (1995년)
- 《오만과 편견》 - 키이라 나이틀리 주연의 영화 (2005년)
- 《The Lizzie Bennet Diaries》- 미국의 웹 시리즈 (2012년)

## 책
- 《오만과 편견》, 고소현 역, 민음사, 2020년 6월 1일 발행 (ISBN 979-11-970615-1-6)
- 《오만과 편견》, 윤지관 역, 민음사, 2003년 9월 20일 발행 (ISBN 89-374-6088-2)
- 《오만과 편견》, 신현철 역, 현대문화센터, 2006년 3월 6일 발행 (ISBN 89-7428-297-6)
- 《오만과 편견》, 이미애 역, 지식을만드는지식, 2009년 발행 (ISBN 978-89-6228-396-9)
- 《오만과 편견》, 고정아 역, 지식을만드는지식, 2009년 발행 (ISBN 978-89-527-6401-0)

## 패러디
- 오만과 편견 그리고 좀비(2016) :  세스 그레이엄 스미스의 2009년 패러디 소설이다. 1813년 제인 오스틴의 소설 《오만과 편견》에 좀비 요소를 더하였다. 2009년 4월 쿼크 북스에 의해 출판되었다. 영화화가 확정되어 2016년 공개되었다.
- 조선판 오만과 편견(2017, 청어람 출판사, 이한월) : 제인 오스틴의 원작을 조선판으로 재해석한 작품이다.